# 渡部肆郎
渡部 肆郎（わたなべ しろう、1904年（明治37年）8月 - 1963年（昭和38年）12月14日）は、昭和時代前期の朝鮮総督府官僚。咸鏡北道知事。

## 経歴
渡部春吉の二男として愛媛県温泉郡に生まれる。1926年（大正15年）東京帝国大学法学部政治科を卒業し、朝鮮総督府に奉職する。逓信事務官保険運用課長、拓務書記官管理局地方課長、殖産局商工、物資調整、鉱務各課長、企画部第二物資調整第一課長、総督官房文書課長兼国勢調査課長を経て、1942年（昭和17年）10月、司政局地方課長に就任した。のち咸鏡北道知事に任じた。